# Quinto Labieno
Quinto Labieno (em latim: Quintus Labienus; ? — 39 a.C.) foi um desertor romano que se aliou aos partas. Era filho do general pompeiano Tito Labieno.

## Carreira
Após a derrota de Crasso na Batalha de Carras, que aumentou a confiança dos partas, e por causa das guerras civis romanas, Labieno, que havia sido enviado para a Pártia por Bruto e Cássio, em sua fúria ensandecida, convidou os partas a atacar a República Romana. Sob a liderança de Labieno e do jovem príncipe Pácoro I da Pártia, os partas derrotaram as guarnições de Marco Antônio, e só não capturaram Lúcio Decídio Saxa, tenente de Antônio, porque este se matou.
A Síria foi conquistada pelos partas, mas foi reconquistada por um estratagema de Públio Ventídio Basso, outro tenente de Antônio, na Batalha das Portas da Cilícia. Ventídio simulou estar em retirada em pânico, com isto, o inimigo se aproximou, e não pode usar suas flechas, por falta de espaço. Labieno perdeu a vida nesta batalha. No ano seguinte, os partas invadiram novamente o território romano com 20 000 homens e foram derrotados na Batalha do Monte Gíndaro; entre as baixas, estava o rei Pácoro. Sua cabeça foi cortada, e exibida nas cidades da Síria, que foi recuperada sem luta.